# 奧羅布蘭科 (阿拉戈斯州)
9°10′0″S 37°21′24″W / 9.16667°S 37.35667°W

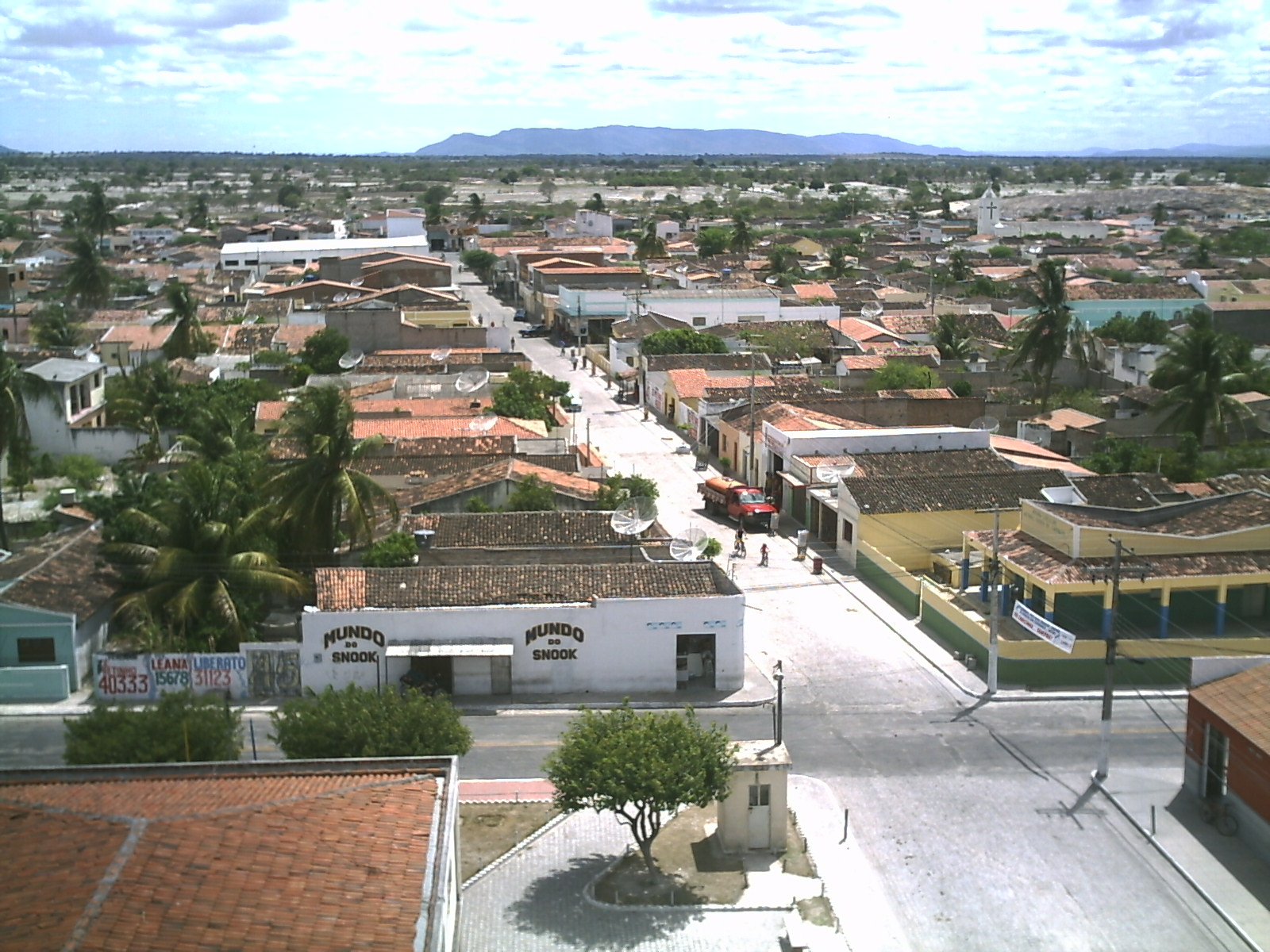
奧羅布蘭科

奧羅布蘭科（葡萄牙語：Ouro Branco），是巴西的城鎮，位於該國東北部，由阿拉戈斯州負責管轄，始建於1962年6月21日，面積204.84平方公里，海拔高度350米，2010年人口10,911，人口密度每平方公里53.27人。